# Octavi I de Parma
Octavi Farnese o Octavi I de Parma (Valentano, Estats Pontificis, 9 d'octubre de 1521 - 18 de setembre de Piacenza, Ducat de Parma, 1586) fou el segon Duc de Parma, càrrec que ocupà entre 1556 i 1586.

## Família
Va néixer el 1521 a la ciutat de Valentano, població situada en aquells moments en els Estats Pontificis i que avui en dia forma part de la província italiana de Viterbo, sent el segon fill de Pere Lluís I de Parma i Girolama Orsini. Per línia paterna era net del papa Pau III, i fou germà dels cardenals Alexandre Farnese i Ranuccio Farnese. Es casà el 4 de novembre de 1358 amb Margarida de Parma, filla il·legítima de Carles V del Sacre Imperi Romanogermànic i la seva amistançada Joana Van der Gheynst. D'aquesta unió nasqueren:
- Alexandre I de Parma (1545-1592), duc de Parma i Governador dels Països Baixos
- Carles Farnesi (1545)

Va morir el 1586 a la ciutat de Piacenza, població situada al Ducat de Parma.

## Duc de Parma

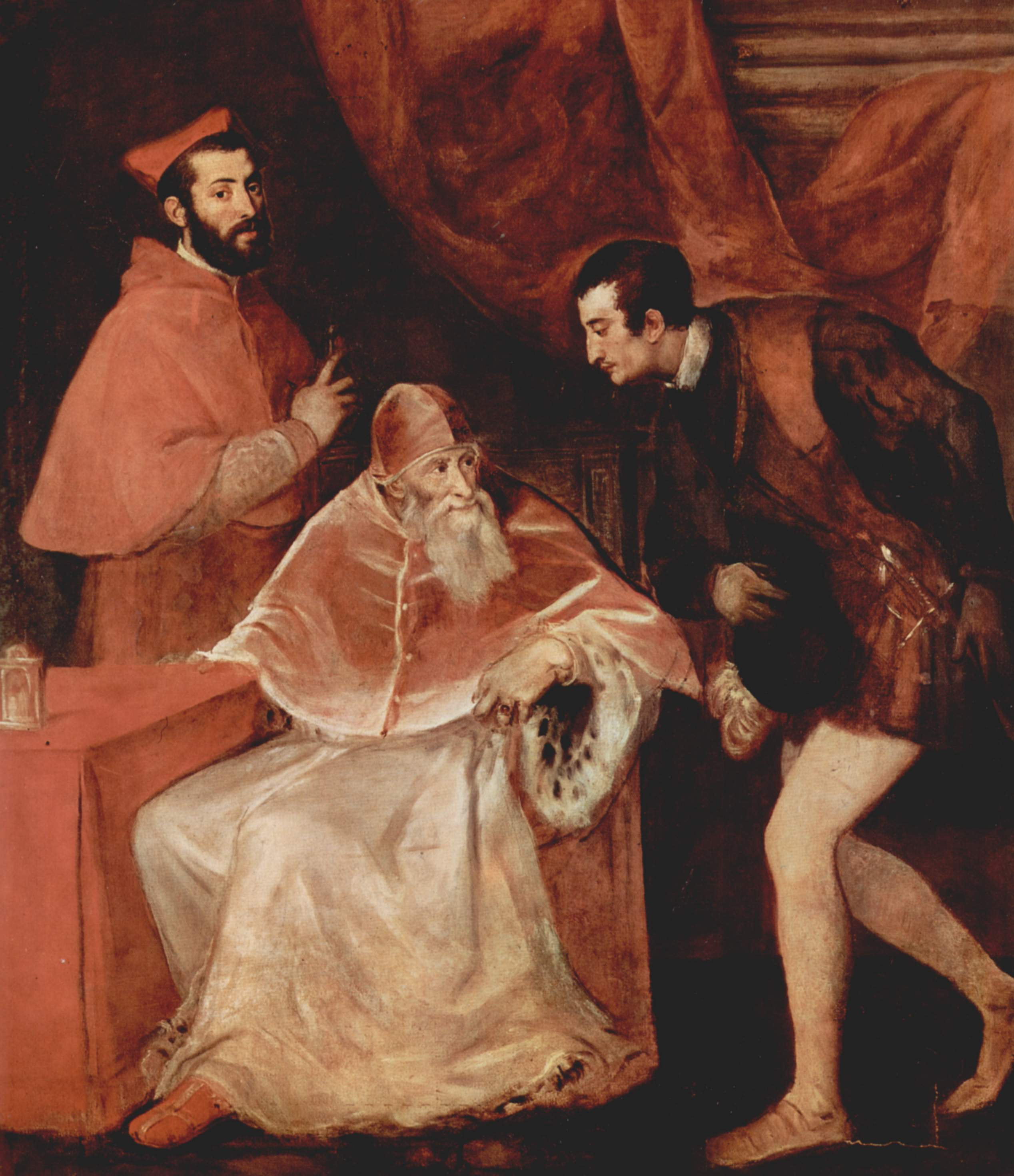
El papa Pau III amb els seus nets, el cardenal Alexandre Farnese i Octavi I de Parma, pintat per Ticià

Octavi es convertí en senyor de Camerino el 1540, però renuncià a aquest títol en esdevenir el seu pare duc de Parma el 1545. Després de l'assassinat, per part de la noblesa, de Pere Lluís I el 1547 les tropes de l'emperador ocuparen Piacenza. El papa Pau III, pare del duc assassinat, intentà recuperar aquesta ciutat pel seu net, si bé Octavi hagué de renunciar a la successió de Parma, on fou nomenat un legat papal. Octavi rebé novament el senyoriu de Camerino, i Parma fou cedida a l'Església.
Octavi I intentà apoderar-se de Parma per la força, havent d'entrar posteriorment en converses amb el governador Ferran Gonzaga, legat papal. Aquesta rebel·lió d'Octavi, que intentà apoderar-se de Parma de totes totes, es creu que accelerà la mort del papa el 10 de novembre de 1549. Durant l'interregne a la ciutat, intentà esdevenir governador de la mateixa però l'elecció de Giovani Maria Giocchi com a papa Juli III facilità el tràmit i es convertí en titular del ducat el 1551.
Aquest nomenament engrandí la seva enemistat amb el seu sogre, Carles V del Sacre Imperi Romanogermànic, el qual amenaçà d'envair la totalitat del ducat si no abandonava la ciutat de Piacenza. En aquell moment Octavi s'apropà al Regne de França, mentre el Papa Juli III, per intentar aconseguir el suport de Carles V al Concili de Trento, ordenà a Octavi la cessió de Parma novament a un legat papal. La negativa d'Octavi fou seguida d'amenaces d'excomunió per part del Sant Pare, la pèrdua dels seus feus i d'una nova amenaça d'invasió per part de l'emperador, però l'entrada de tropes franceses feu aturar el setge a Piacenza. Amb l'arribada d'un acord entre Octavi I i Carles V, se signà la pau i el duc parmesà aconseguí la recuperació dels seus feus a la Llombardia el 1556.